# Gran Premio de Alemania de Motociclismo de 1972
El Gran Premio de Alemania de Motociclismo de 1972 fue la primera prueba de la temporada 1972 del Campeonato Mundial de Motociclismo. El Gran Premio se disputó los días 30 de abril de 1972 en el Circuito de Nurburgring.

## Resultados 500cc
Después de su derrota en la carrera de 350 cc en Alemania, Giacomo Agostini (MV Agusta) en la clase de 500 cc fue nuevamente inaccesible. Tomó una gran ventaja sobre su compañero de equipo Alberto Pagani. Lo más interesante fue la pelea por detrás de las MV Agustas, que fue entre Kawasaki H 1 R de Dave Simmonds y König de Kim Newcombe. Esta batalla fue ganada por Newcombe, que acabó tercero.
| Pos.    | Piloto                | Equipo      | Tiempo     | Pts. |
| ------- | --------------------- | ----------- | ---------- | ---- |
| 1       | Giacomo Agostini      | MV Agusta   | 1h 07:56.4 | 15   |
| 2       | Alberto Pagani        | MV Agusta   | + 53" 9    | 12   |
| 3       | Kim Newcombe          | König       | +2:48.9    | 10   |
| 4       | Dave Simmonds         | Kawasaki    | +2:58.0    | 8    |
| 5       | Ernst Hiller          | König       | +2:58.7    | 6    |
| 6       | Bosse Granath         | Husqvarna   | +3:03.5    | 5    |
| 7       | Jack Findlay          | JADA-Suzuki | +3:18.7    | 4    |
| 8       | Billie Nelson         | Honda       | +3:19.9    | 3    |
| 9       | Ken Araoka            | Kawasaki    | +3:26.6    | 2    |
| 10      | Lothar John           | Yamaha      | +4:14.7    | 1    |
| 11      | Bruno Kneubühler      | Yamaha      |            |      |
| 12      | Sven-Olov Gunnarsson  | Kawasaki    |            |      |
| 13      | Keith Turner          | Suzuki      |            |      |
| 14      | Kurt-Ivan Carlsson    | Yamaha      |            |      |
| 15      | Jerry Lancaster       | Yamaha      |            |      |
| 16      | Walter Rüngg          | Aermacchi   |            |      |
| 17      | Hans-Jürgen Rothbrust | Yamaha      |            |      |
| 18      | Heinz Schmid          | Suzuki      |            |      |
| 19      | Horst Dzierzawa       | Yamaha      |            |      |
| 20      | Kaarlo Koivuniemi     | Kawasaki    |            |      |
| 21      | Kurt-Harald Florin    | König       |            |      |
| 22      | Werner Giger          | Kawasaki    |            |      |
| 23      | Börje Andersson       | Honda       |            |      |
| 24      | Udo Kochanski         | BMW         |            |      |
| 25      | Will Bertsch          | Kawasaki    |            |      |
| 26      | Sten-Gunar Jansson    | Kawasaki    |            |      |
| 27      | Ted Janssen           | Suzuki      |            |      |
| 28      | Michael Schmid        | Yamaha      |            |      |
| 29      | Otto Labitzke         | Honda       |            |      |
| 30      | Paul Eickelberg       | König       |            |      |
| Ret     | Wil Hartog            | Riemanoc    | Ret        |      |
| Ret     | Klaus Huber           | Kawasaki    | Ret        |      |
| Ret     | Steve Ellis           | Yamaha      | Ret        |      |
| Ret     | Charlie Dobson        | Kawasaki    | Ret        |      |
| Ret     | Derek Lee             | Suzuki      | Ret        |      |
| Ret     | Karl Auer             | Kawasaki    | Ret        |      |
| Ret     | Christian Bourgeois   | Yamaha      | Ret        |      |
| Ret     | Peter Breingan        | Honda       | Ret        |      |
| Ret     | Rob Bron              | Suzuki      | Ret        |      |
| Ret     | Jean Campiche         | LinTo       | Ret        |      |
| Ret     | Cliff Carr            | Kawasaki    | Ret        |      |
| Ret     | Maurice Hawthorne     | Kawasaki    | Ret        |      |
| Ret     | Gyula Marsovszky      | LinTo       | Ret        |      |
| Ret     | Eric Offenstadt       | Kawasaki    | Ret        |      |
| Ret     | Hans-Otto Butenuth    | BMW         | Ret        |      |
| Ret     | Rudolf Fröhling       | Honda       | Ret        |      |
| Ret     | Gerhard Heukerott     | Benelli     | Ret        |      |
| Ret     | Ewald Hüttelin        | Kawasaki    | Ret        |      |
| Ret     | Walter Kaletsch       | Yamaha      | Ret        |      |
| Ret     | Wolfgang Stephan      | Honda       | Ret        |      |
| Ret     | Jupp Tröblinger       | König       | Ret        |      |
| Ret     | Peter Stocksiefen     | Honda       | Ret        |      |
| Ret     | Godfrey Nash          | Honda       | Ret        |      |
| Ret     | Hans-Josef Martinek   | ČZ          | Ret        |      |
| Fuente: |                       |             |            |      |

## Resultados 350cc
En 350cc, Giacomo Agostini (MV Agusta) recibió su primera bofetada cuando fue derrotado en un duelo directo por Jarno Saarinen. Con su nueva Yamaha YZ 634, estableció el récord de vuelta absoluta que Ago difícilmente podría mejorarlo incluso con su moto de 500 cc. Hideo Kanaya quedó en tercer lugar con la segunda YZ 634 refrigerada por agua (solo había dos con refrigeración por agua). Saarinen ya había sido 10 segundos más rápido y logró expandir su ventaja en un segundo por vuelta en carrera.
| Pos. | Piloto              | Moto      | Tiempo       | Pts. |
| ---- | ------------------- | --------- | ------------ | ---- |
| 1    | Jarno Saarinen      | Yamaha    | 1h 08' 03" 2 | 15   |
| 2    | Giacomo Agostini    | MV Agusta | +5" 4        | 12   |
| 3    | Hideo Kanaya        | Yamaha    | +56" 1       | 10   |
| 4    | Walter Sommer       | Yamaha    | +2' 11"      | 8    |
| 5    | Renzo Pasolini      | Aermacchi | +2' 24" 7    | 6    |
| 6    | Teuvo Länsivuori    | Yamaha    | +3' 22" 7    | 5    |
| 7    | László Szabó        | Yamaha    | +3' 39" 7    | 4    |
| 8    | Alberto Pagani      | MV Agusta |              | 3    |
| 9    | Werner Pfirter      | Yamaha    |              | 2    |
| 10   | Peter Stocksiefen   | Yamaha    |              | 1    |
| 11   | Christian Bourgeois | Yamaha    |              |      |
| 12   | Billie Nelson       | Yamaha    |              |      |
| 13   | Ernst Hiller        | Yamaha    |              |      |
| 14   | Bosse Granath       | Yamaha    |              |      |
| 15   | Bohumil Stasa       | ČZ        |              |      |

## Resultados 250cc
En 250 cc, empezó con un duelo entre Dieter Braun (Maico) y Jarno Saarinen (Yamaha), pero ambos fueron atrapados por Hideo Kanaya (Yamaha), que ya había terminado tercero en los 350 cc el día anterior. Kanaya había tomado la delantera una vuelta antes del final mientras que Braun y Saarinen terminaron segundo y tercero. Ángel Nieto cayó en la carrera de 250 cc, causándole la rotura del tabique nasal.
| Pos. | Piloto            | Moto      | Tiempo     | Pts. |
| ---- | ----------------- | --------- | ---------- | ---- |
| 1    | Hideo Kanaya      | Yamaha    | 59' 43" 5  | 15   |
| 2    | Dieter Braun      | Maico     | + 18" 6    | 12   |
| 3    | Jarno Saarinen    | Yamaha    | + 40" 5    | 10   |
| 4    | Oronzo Memola     | Yamaha    | + 52" 7    | 8    |
| 5    | John Dodds        | Yamaha    | + 54" 5    | 6    |
| 6    | Rodney Gould      | Yamaha    | + 1' 16" 5 | 5    |
| 7    | Chas Mortimer     | Yamaha    | + 1' 20" 4 | 4    |
| 8    | Werner Pfirter    | Yamaha    | + 1' 29" 0 | 3    |
| 9    | Teuvo Länsivuori  | Yamaha    |            | 2    |
| 10   | Peter Stocksiefen | Yamaha    |            | 1    |
| 11   | Jerry Lancaster   | Yamaha    |            |      |
| 12   | Helmut Kassner    | Yamaha    |            |      |
| 13   | Wil Hartog        | Yamaha    |            |      |
| 14   | Adolf Ohligsläger | Yamaha    |            |      |
| 15   | Marcel Ankoné     | Yamaha    |            |      |
| Ret  | Ángel Nieto       | Derbi     | Ret        |      |
| Ret  | Renzo Pasolini    | Aermacchi | Ret        |      |

## Resultados 125cc
Después de que Ángel Nieto se lesionara en la carrera de 250 cc, el médico del circuito no le permitió comenzar en la carrera de 125 cc. El español intentó conducir de todos modos y tuvo que ser retirado de la pista por la fuerza. La brecha que quedó abierta en la primera fila fue hábilmente utilizada por Cees van Dongen (Yamaha AS-1), que pudo tomar la delantera por un tiempo. Sin embargo, no pudo durar mucho tiempo contra Börje Jansson (Maico), Gilberto Parlotti (Morbidelli), Chas Mortimer (Yamaha) y Dave Simmonds (Kawasaki). Simmonds que rezagado rápidamente, pero Parlotti logró tomar la delantera en la cuarta vuelta que ya no cedió. Mortimer llegó segundo por delante de Jansson. La velocidad del Morbidelli de Parlotti era tan alta que se presentaron protestas, pero se descubrió que eran infundadas.
| Pos. | Piloto             | Moto       | Tiempo     | Pts. |
| ---- | ------------------ | ---------- | ---------- | ---- |
| 1    | Gilberto Parlotti  | Morbidelli | 51' 40" 5  | 15   |
| 2    | Chas Mortimer      | Yamaha     | + 15" 6    | 12   |
| 3    | Börje Jansson      | Maico      | + 15" 9    | 10   |
| 4    | Dave Simmonds      | Kawasaki   | + 41" 6    | 8    |
| 5    | Kent Andersson     | Yamaha     | +3' 02" 9  | 6    |
| 6    | Gert Bender        | Maico      | + 3' 16" 0 | 5    |
| 7    | László Szabó       | MZ         | + 3' 27" 8 | 4    |
| 8    | Cees van Dongen    | Yamaha     | + 3' 37" 6 | 3    |
| 9    | Walter Rungg       | Yamaha     | + 3' 55" 3 | 2    |
| 10   | Matti Salonen      | Yamaha     | + 4' 08" 5 | 1    |
| 11   | Seppo Kangasniemi  | Maico      |            |      |
| 12   | Oronzo Memola      | Aermacchi  |            |      |
| 13   | Paul Eickelberg    | Maico      |            |      |
| 14   | Peter Breingan     | Yamaha     |            |      |
| 15   | Zbyněk Havrda      | Ahra       |            |      |
| Ret  | Barry Cheene       | Yamaha     | Ret        |      |
| Ret  | Olivier Chevallier | Yamaha     | Ret        |      |
| DNS  | Ángel Nieto        | Derbi      | DNS        |      |

## Resultados 50cc
La primera carrera de 50 cc de la temporada fue ganada por Jan de Vries con la Van Veen-Kreidler, gracias también a la mecánica de la Derbi de Ángel Nieto ya que se tuvo que detener en la tercera vuelta. En esa vuelta, Börje Jansson tomó la delantera con Jamathi, seguido de un grupo en el que estaba Jan de Vries. En la primera vuelta, Nieto ya había subido al tercer lugar, pero de Vries ya estaba 18 segundos por delante de Jansson. Después de dos vueltas, Nieto ya era segundo, 21 segundos detrás de De Vries. Nieto fue mucho más rápido y en la línea de meta se quedó a tan solo 9 segundos atrás. Un furioso Nieto arrojó su Derbi contra las barreras de choque, criticó a sus ingenieros y ni siquiera apareció en la ceremonia del podio.
| Pos. | Piloto             | Moto     | Tiempo    | Pts. |
| ---- | ------------------ | -------- | --------- | ---- |
| 1    | Jan de Vries       | Kreidler | 35' 28" 6 | 15   |
| 2    | Ángel Nieto        | Derbi    | +9" 3     | 12   |
| 3    | Börje Jansson      | Jamathi  | +58" 1    | 10   |
| 4    | Harald Bartol      | Kreidler | +1' 26" 7 | 8    |
| 5    | Gerhard Thurow     | Kreidler | +1' 47" 9 | 6    |
| 6    | Jan Bruins         | Kreidler | +2' 56" 3 | 5    |
| 7    | Hans-Jürgen Hummel | Kreidler |           | 4    |
| 8    | Lars Persson       | Monark   |           | 3    |
| 9    | Roland Schuster    | Kreidler |           | 2    |
| 10   | Rolf Minhoff       | Maico    |           | 1    |
| 11   | Ulrich Graf        | Kreidler |           |      |
| 12   | Wolfgang Golembeck | Kreidler |           |      |
| 13   | Ryszard Mankiewicz | Kreidler |           |      |
| 14   | Siegfried Lohmann  | Kreidler |           |      |
| 15   | Adrijan Bernetic   | Tomos    |           |      |
| Ret  | Manfred Kugler     | Kreidler | Ret       |      |
| Ret  | Albert Bertholet   | Kreidler | Ret       |      |
| Ret  | Leif Rossel        | Jamathi  | Ret       |      |